# الباهاوس والحركة الصهيونية
الباهاوس والحركة الصهيونية هي مدرسة فنية تأسست عام 1919 على يد المعماري الألماني والتر غروبيوس، بعد مجموعة مجموعة من الأحداث السياسية التي عصفت بألمانيا، كالحرب العالمية الأولى وما نتج عنها من تحولات في الحياة الاجتماعية بسقوط الطبقة الأرستقراطية وظهور الطبقة الوسطى بقوة أكبر، والثورة الألمانية التي تبعتها جمهورية فايمر، والثورة الروسية التي ساهمت في نمو النظام الاشتراكي والشيوعي، ما زاد الحاجة للابتعاد عن الحرب في الوقت الذي يشهد فيه العالم فوضى كبيرة، والحاجة للابتعاد عن التقاليد السابقة في التصميم الذي يعبر عن البرجوازية وبداية التوجه نحو البساطة دون وجود فوارق طبقية، بهدف أساسي كان القصد منه إعادة خَلق وتصوّر وحدة للفنون يجمع فيها بين العمارة والتصميم، ودعم فكرة أن التصنيع والآلات لا تتعارض مع الفنون والجمال. أي أنها حركة لإصلاح الفنون في ألمانيا كونها تُعتبر واحدة من أوائل الحركات المؤيدة للحركة الحديثة (modernism)، وظهر فيها عدد من الروّاد الأساتذة في مدرسة باوهاوس مثل يوهانس إيتن، فاسلي كندنسكي، بول كلي، ولازلو موهلي، الذين عملوا على صياغة أساليب ومبادئ توظف الشكل الموضوعي في الفنون والهندسة المعمارية بأشكال بسيطة بناءً على متطلبات العصر.

## التاريخ
امتدت مدرسة باهاوس من 1919-1933، وبعد ذلك تم إغلاقها بعد ما تعرضت له من ضغط كبير من الحركات النازية المعادية للفنون الحديثة المناقضة لتقاليدهم، وبعد تمكنهم من الوصول للحكم بقيادة هتلر أُغلقت المدرسة نهائياً، وهاجر أعضاؤها بأفكارهم ومبادئهم إلى عدة بلدان كالولايات المتحدة، سويسرا، روسيا، وإسرائيل.
تزامن ذلك مع بداية الهجرات الصهيونية نظراً لصعود الاشتراكية والنازية من أوربا إلى فلسطين في ظل وجود الانتداب البريطاني، وكانت فلسطين في تلك الفترة تستقبل مفهوم الحداثة في العمارة، وشهدت التحولات التي تأثرت بالعمارة الأوربية، ورافق هذه الهجرات تغيرات في التخطيط العمراني والمعماري الفلسطيني، وتشكيل طابع معماري ثقافي جديد في فلسطين الانتدابية، حيث أنه كان من ضمن المهاجرين مجموعات من الفنانين والمهندسين المعماريين من ضمنهم المهاجرين من مدرسة الباوهاوس في ألمانيا، التي ظهر فيها مفهوم البناء الجديد، ولا شك أن فلسطين وفي ظل هذه الظروف التي تستعد فيها بريطانيا لتشكيل وطن صهيوني للمهاجرين إلى فلسطين، وتأثرها بعدد من الحركات الفنية المعمارية الدخيلة من ضمنها عمارة باوهاوس التي حظيت بدور مهم وكبير في توطين ودعم فكرة الصهيونية في فلسطين، وعززت المشروع الصهيوني، حيث برزت كفكرة استقبال لهؤلاء المهاجرين، وبؤرة جذب لهم. وبهذا استغل الاحتلال الصهيوني مبادئ وأفكار وتوجهات مدرسة الباوهاوس في دعم المشروع الاستيطاني الصهيوني في الأراضي الفلسطينية، لتكوين هوية معمارية ثقافية جديدة وتكوين طابع استعماري ضمن التاريخ الخاص بإسرائيل، وطمس الحضارة والبنية العمرانية الفلسطينية.
عندما كانت فلسطين في ثلاثينيات القرن العشرين تقع تحت الانتداب البريطاني، الذي ظهر له تأثير واضح أيضاً على العمارة الفلسطينية التقليدية، تمثلت في نقل العمارة الفلسطينية نحو الحداثة في الطراز البريطاني الكلاسيكي في الأعمدة والأقواس والمنحنيات، وإنشاء المباني الحكومية والفيلات الفردية، والمدن كمدينة القدس، وتكوين مجتمع حديث، وظهر طبقة اجتماعية حديثة في المدن الفلسطينية، فيما كانت العمارة الفلسطينية التقليدية تتمثل في البيوت الريفية البسيطة في القرى، وعادة ما تكونت المباني من طابق واحد، تم انشاؤه من حجارة فلسطينية محلية والأسطح كانت مسطحة عادةً، ومقسمة في أحواش وحارات تجمعها فكرة العائلة، والنسيج الاجتماعي المترابط، وساد في المدن وقرى الكراسي مباني القبب والأقواس، وأخذت هذه الأنماط المعمارية الفلسطينية تتطور وفقاً للمتغيرات الثقافية والسياسية التي مرت فيها في عدة مراحل، وبدخول الانتداب والاستعمار أخذت هذه العناصر تشهد تطورات اجتماعية ثقافية انعكست على العمارة، حيث أن المدن أصبحت تتسع وتظهر فيها الشوارع والتخطيط الحضري والبيوت المستقلة، والطوابق، والحدائق، أي أنها بدأت تتوجه لنظام فردي بعيداً عن الحياة الاجتماعية الوطيدة والأحواش، مع محافظة القرى على طابع معماري فلسطيني تقليدي، ومع هجرة المهندسين المعماريين من مدرسة باوهاوس وصولاً إلى هذه الأراضي الفلسطينية، تظهر فكرة الحداثة بوضوح كبير في المشاريع الاستيطانية التي تبدأ ببناء مساكن للمهاجرين والأوربيين، والتي أثرت ساهمت في تكوين موطن صهيوني للصهاينة المتحررين من الاشتراكية والنازية والذين أطلق عليهم مصطلح (اليشوف) وليكون هذا الموطن على أعقاب مدن وقرى فلسطينية، بمساعدة طلاب مدرسة الباهاوس الذين ظهروا كمهندسين فعالين في تكوين حداثة معمارية في اليشوف.

## آريه شارون
واحد من أبرز رواد الحركة الصهيونية، وهو مهندس معماري من المهاجرين من مدرسة الباوهاوس، والذي تعلم من المهندس والتر غروبيوس، وتأثر بهذه المدرسة بشكل كبير، وهذا ما انعكس في كونه من أهم المخططين والعاملين في تكوين الطابع المعماري الصهيوني في الأراضي الفلسطينية المحتلة، وعمل في إنشاء مدن إسرائيلية باستخدام توجهات ومبادئ مدرسة الباهاوس في التصميم والعمارة وفقاً لما ورد في المجلة الدولية للبحوث المعمارية. ظهرت مبادئ باوهاوس في تصميم آريه في الأشكال الهندسية البسيطة، والخطوط النظيفة، بعيدأ عن الزخرفة والتعقيد اتباعاً لمبدأ أن الوظيفة تتبع الشكل، بحيث يكون التركيز والهدف الأساسي على الوظيفة، ودمج الصناعة في البناء، وأن التصميم يجب أن يلبي كافة متطلبات الحياة حتى في التصميم الداخلي والأثاث، وشكلت الخرسانة والزجاج والفولاذ المواد الرئيسية في هذا النهج من التصميم، وشارك في إعادة هيكلة التخطيط العمراني الفلسطيني والنسيج الفلسطيني الحجارة، الطين، الأقواس، القبب، والأراضي الزراعية، وإدراج نمط حديث يعبر عن الفكرة الصهيونية الحديثة، التي تسعى للفصل العرقي بين المستوطنات والمجتمعات الفلسطينية، وأن الأرض التي تبنى عليها عليها هذه المستعمرات هي أراضي مهجورة ليست ملك لأحد وبحاجة إلى إعادة إحياء بالحداثة، وأن الهدف الصهيوني هو الابتعاد عن التقاليد المعمارية وتشكيل نمط حديث خاص بهم، لتعزيز الشعور بالانتماء لهذه الأرض، وأن الأرض الفلسطينية بحاجة للإصلاح والتطوير، وهو ما تم الترويج له عالمياً بفكرة الصهيونية، لاستغلال الأراضي الفلسطينية واحتلالها ببناء مساكن بتكلفة قليلة تتمكن من استيعاب الهجرة الصهيونية، وتنفي حق اللاجئين الفلسطينيين من العودة إلى أراضيهم.
وبهذا تكون أعمال آريه شارون، قد برزت بقوة كبيرة في تعزيز وتوطيد الصهيونية، وتكوين هوية معمارية تجسد الحداثة وتفصل المجتمع الفلسطيني عن المجتمع الصهيوني، والذي دعى في تخطيطة إلى استثمار الموارد في بلورة الأيدولوجية الصهيونية، والهدف الرئيسي في ذلك هو استعياب الصهيونية لهؤلاء المهندسين ودمجهم في التخطيط الحضري للمشروع الاستعماري، والتي تبنت أفكارهم بشكل رئيسي، والإيمان بأن إقامة وطن للشعب اليهودي بحاجة لهذه النماذج الأوروبية للتحقيق التقدم والتطور مما يمتلكوه من أفكار استلهموها من مدرسة الباوهاوس موطنهم الأصلي.

## المشاريع الاستعمارية

### تل أبيب (المدينة البيضاء)
تأسست مدينة تل أبيب الصهيونية عام 1909 على أجزاء من مدينة يافا الفلسطينية المحتلة، وفي ثلاثينيات القرن العشرين بالتزامن مع وصول الهجرات الصهيونية إلى فلسطين، ووصول المهندسين الممعماريين الأوربيين خريجو مدرسة الباوهاوس النمط المعماري الذي أصبح سائداً في العمارة الصهيونية وشكل طابعاً معمارياً لها، وكانت تل أبيب من أوائل المدن الصهيونية المنشأة على أنقاض أراضي فلسطينية، وأول مدينة اُنشئت بهذا الطابع، كنموذج للبيئة الحضرية التي تمثل عمارة الحداثة والفكرة الصهيونية الحديثة، وبهذا حظيت المدينة بخطة مرتبة ومدروسة لبلورتها ضمن النمط الذي تسعى له الصهيونية، ومن هنا ظهر ريتشارد كومفان وباتريك جيدس المهندسان المعماريان الألمانيان، اللذان وظفهما الانتداب البريطاني للتخطيط المدينة، وتم التخطيط لها كمنطقة واقعة بين القرى القديمة في يافا، مع السعي لضم هذه المناطق ضمن مخطط الموقع الذي تم اعتباره كأكبر تجمع في العالم للمباني الحديثة المبكرة المنشأة من قبل مهندسي مدرسة الباهاوس الأوروبية. عملت حكومة الانتداب على تحديد المنطقة التي ستنشأ عليها المدينة، وتكون كمدينة حدائقية، مع الدعوة لإنشاء كتل سكنية حضرية يتماشى فيها الشكل مع الوظيفة من ضمن مبادئ الباوهاوس، وفي المقام الأول من التخطيط تم التخطيط لإنشاء مباني سكنية للطبقة البرجوازية، إضافة لبناء مجمعات سكنية للعمال من قِبل آريه شارون، وتم التعبير عن المدينة كمدينة ناشئة من الرمال.
وكان ذلك لترسيخ المفهوم الصهيوني وهدفة في إنشاء عمارة حديثة متطورة تتناسب مع الأفكار المُروّج لها، ولتَكون هذه المدينة نموذج على التطور والحداثة، وقادرة على التناغم مع متطلبات العصر، والتكيّف مع التغيرات في الوظيفة، ونتج ذلك عن القوة الروحية والمادية للهندسة المعمارية ضمن أسلوب الباوهاوس. في أربعينيات القرن العشرين بعد أن أصبحت فلسطين ضمن الاحتلال الصهيوني الذي أخذ يُكمل المشاريع الاستعمارية وتحقيق التطور والحداثة والنمو الاستعماري، والذي كان من ضمنه مدينة تل أبيب، وأصبح ينظر لها كمدينة قديمة سُميت بالمدينة البيضاء أو مدينة الباوهاوس، وبالاعتماد على أسلوب الباوهاوس تمكن الاحتلال الصهيوني من بلورة وجمع الأفكار الثقافية والمعمارية واستدراج المهندسين في هذا المجال، وتوظيف كل ذلك في إنشاء مدينة تجمع بين الحداثة والبساطة، كجزء شاهد ومهم على فكرة الصهيونية، وبهذا تم إدراج مدينة تل أبيب التي ضمت مجموعة كبيرة من مباني الباوهاوس، ضمن قائمة التراث العالمي اليونسكو كمثال على العمارة الحديثة والتخطيط الحضري الحديث، وبهذا يكون أسلوب الباوهاوس لم يَعد كونه حركة معمارية فقط، بل تعدى ذلك في المصلحة الصهيونية وأصبح جزء من الثقافة والهوية والسياحة في هذه المدينة، أي أن مصطلح الباوهاوس بدأ يكون فكرة تسويقية للاحتلال الصهيوني لتأريخ المدن التي قام ببنائها، حيث أنه في عام 2019 في اليوم الذي صادف الذكرى المؤية لظهور مدرسة الباوهاوس، قام الاحتلال الصهيوني بالاهتمام بشكل كبير في هذا اليوم وتنظيم عدد من الفعاليات والمعارض في مدينة تل أبيب المثال البارز في هذه الحركة، والتي قدمت نظرة بعيدة متعددة الأوجه للحداثة المعمارية وربطها بعمارة باوهاوس.
ظهر نجاح الخطة الصهيونية في تأريخ الصهيونية والمدن الصهيونية وتحقيق بروبغندا عالمية نحوها في قيام منظمة اليونسكو بإدراج تل أبيب ضمن قائمة التراث العالمي. كمثال متميز في عمارة الباهاوس الحديثة، وما رافق ذلك من أساطير وروايات مساهمة في تأريخ المدينة كإنجاز وطني مستقل، مع ذلك يمكن القول بأن هذا الاعتراف يكشف عن بعد سياسي في قرار اليونسكو، بالنظر إلى الهدف في حفظ التراث العالمي بالتناقض مع العمارة الفلسطينية والتراث الفلسطيني التي تعرض للطمس والتدمير نتيجة هذه الحركة، مع السعي الدائم من الاحتلال الصهيوني في محاولة خلق تاريخ وثقافة وتراث على أنقاض التراث الفلسطيني والتشويه الكبير للعمارة الفلسطينية، كهدم قرى وأثار كاملة لإنشاء مدينة تل أبيب، وتدمير النسيج الحضري الفلسطيني، إضافة إلى أن المدينة نفسها تعتبر مشروع استعماري صهيوني، يسعى لتحقيق توسع استيطاني وفصل عرقي بإهمال التاريخ والثقافة والعمارة الفلسطينية، بذلك فإن هذا التأريخ والاعتراف بمدينة تل كتراث عالمي، يدعم ويعزز فكرة الاستعمار والصهيونية، تحت إطار الاهتمام بالحداثة والتميز في التخطيط الحضري، إضافة إلى استغلال عمارة الباوهاوس كمشروع تسويقي للحركة الصهيونية.

### الكيبوتس
المستوطنة الاشتراكية الجماعية في فلسطين، والتي ساهمت الباوهاوس في التخطيط العمراني لإنشاء هذه المستوطنات، والتي كان الهدف منها إيجاد نمط حياة جديد تتعزز في الإنتاجية، بعد أن ظهرت أساليب جديد للإنتاج والزراعة، تم النهوض بفكرة الكيبوتس كمشروع صهيوني متأثر بمبادئ الباوهاوس نسبياً، ويظهر أيضاً مهندسو مدرسة الباوهاوس منهم آريه شارون ومونيو جيتاي، وبدأت الكيبوتس كظاهرة اجتماعية سياسية، يتشكل فيها مجتمع يهودي قائم على النشاط الزراعي، وبشكل أساسي اعتمدت الكيبوتس على الكتل والتجمعات السكنية تتخذ شكل ومفاهيم مدرسة الباوهاوس، ومواد البناء كالخرسانة، والأهم هو الوصول لمباني وظيفية عملية بتكلفة قليلة وأشكال بسيطة، وبعام 1948 تم تاسيس 200 كيبوتس تقريباً وبرز ريتشارد كومفان كمخطط عمراني لها، ويمكن التوصل لوجود رابط بين حركة باوهاوس والتخطيط للكيبوتسات، ووفقاً لآريه شارون أن الهدف من الكيبوتسات ليس فقط إنشاء كتل سكينة، بل لإنشاء حياة اجتماعية وتقديم بيئة صهيونية مجتمعية إيجابية منفردة.
سعت الصهيونية إلى إيجاد مساحة تنعكس فيها القيم الصهيونية والتزامهم بقيم المساواة، وكان في المقام الأول من إنشاء الكيبوتسات هو الانفصال عن الرأسمالية، ثم قامت بالاستيلاء على مساحات كبيرة من أراضي فلسطين الانتدابية، في عام 1919 دعت الحركة الصهيونية مجموعة من المهندسين الأوربيين وهو ما تزامن مع ظهور حركة الباوهاوس، وطلبت منهم التخطيط لإنشاء مستوطنات صهيونية في فلسطين الانتدابية، وتم تنفيذ التخطيط الذي انعكست فيه قيم الحركت الحديثة التي كانت سائدة في أوربا حركة الباوهاوس، التي تكيفت مع الاحتياجات المحلية في التخطيط، ودمجت بين الوظيفة والبساطة والجمال والكلفة القليلة وهو ما تتجه إليه حركة الباوهاوس في إنشاء مباني وكتل سكنية بالخرسانة الحديثة، وما تسعى إليه الصهيونية بإنشاء مجتمع صهيوني بديل للعمارة يتناقض مع العمارة الفلسطينية الموجودة.
تطلع كومفان بالإستناد على فكرة الباوهاوس بإنشاء مجتمع يهودي في ظل وجود قيود مالية،فقام بالتركيز على الوظيفة الأساسية لهذه المجتمعات، وكان أحد أول المجتمعات الثقافية في الكيبوتس هو كيبوتس ساريد الذي عمل آريه شارن على تصميمه، عام 1937 بواقع غرفة للقراء مع نافذة، ومكان للتخزين الكتب، وغرفة موسيقة، ومكتبة يمكن الدخول منها، وتأثر هذا النموذج المعماري بشكل مباشر من عمارة الباوهاوس التي لبت احتياجات وفكرة الكيبوتسات.